# Henry Art Gallery
La Henry Art Gallery (" The Henry ") est le musée d'art de l'Université de Washington à Seattle, Washington, États-Unis.
Situé à l'extrémité ouest du campus universitaire, le long de la 15th Avenue NE, dans le quartier de l'université, il a été fondé en février 1927 et fut le premier musée d'art public de l'État de Washington. Le bâtiment originel a été conçu par Bebb et Gould. Il a été agrandi en 1997 pour occuper une superficie de 3 700 m2, date à laquelle un auditorium de 154 places a été ajouté.

## Collection
La collection du Henry comprend plus de 25 000 objets. La collection comprend de solides atouts en photographie, à la fois historiques et contemporains, en raison du cadeau partiel et de l'achat de la collection de Joseph et Elaine Monsen. En 1982, le Henry a hérité d'une importante collection de l'ancien centre d'étude du costume et du textile de l'Université de Washington. Le Henry possède également un Skyspace de James Turrell, Light Reign, qui est éclairé la nuit par des diodes électroluminescentes changeant de couleur derrière un verre dépoli. Comme le stade de baseball de Seattle, le skyspace a un toit rétractable.

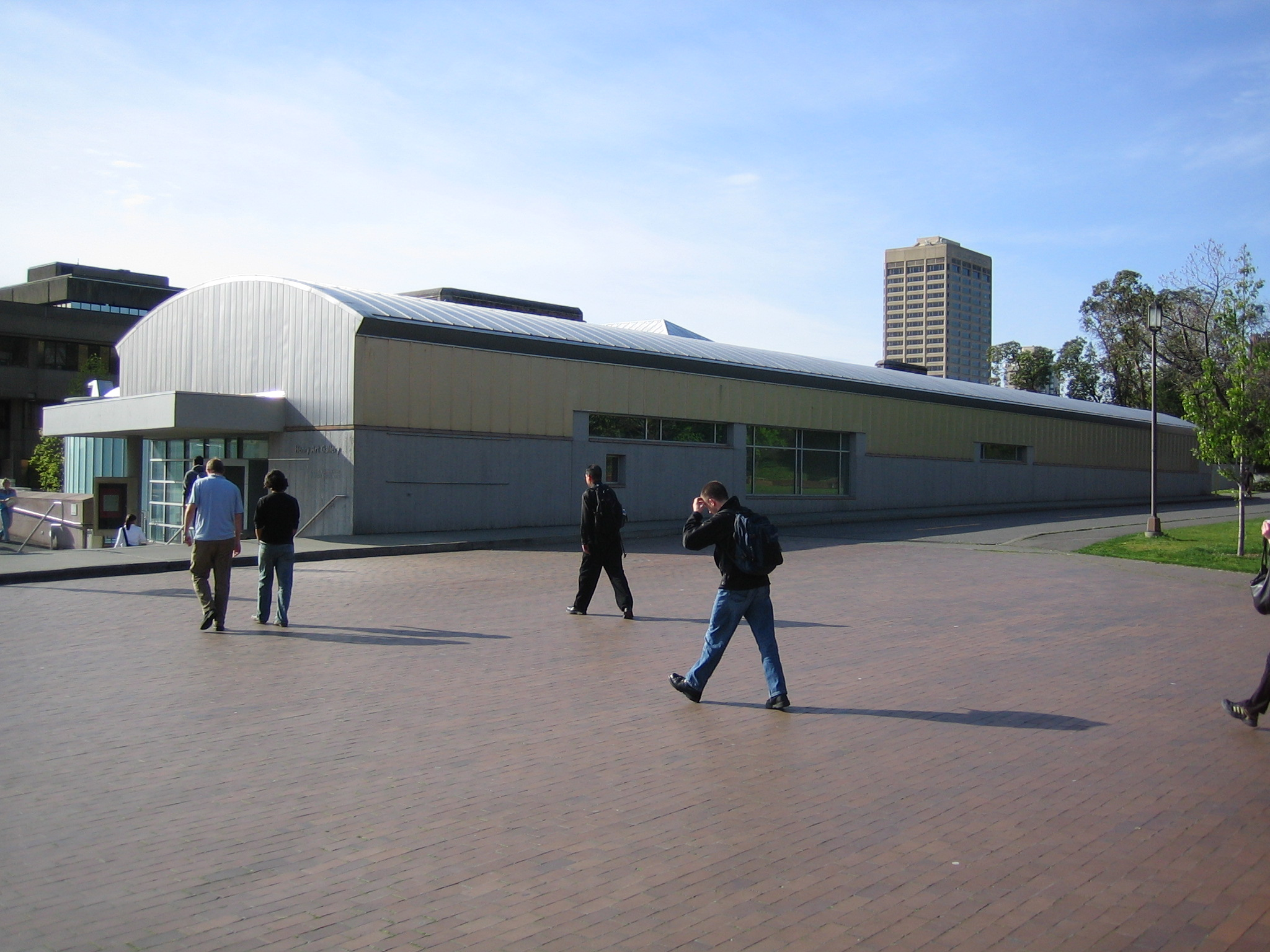
Vue en perspective de la Henry Art Gallery
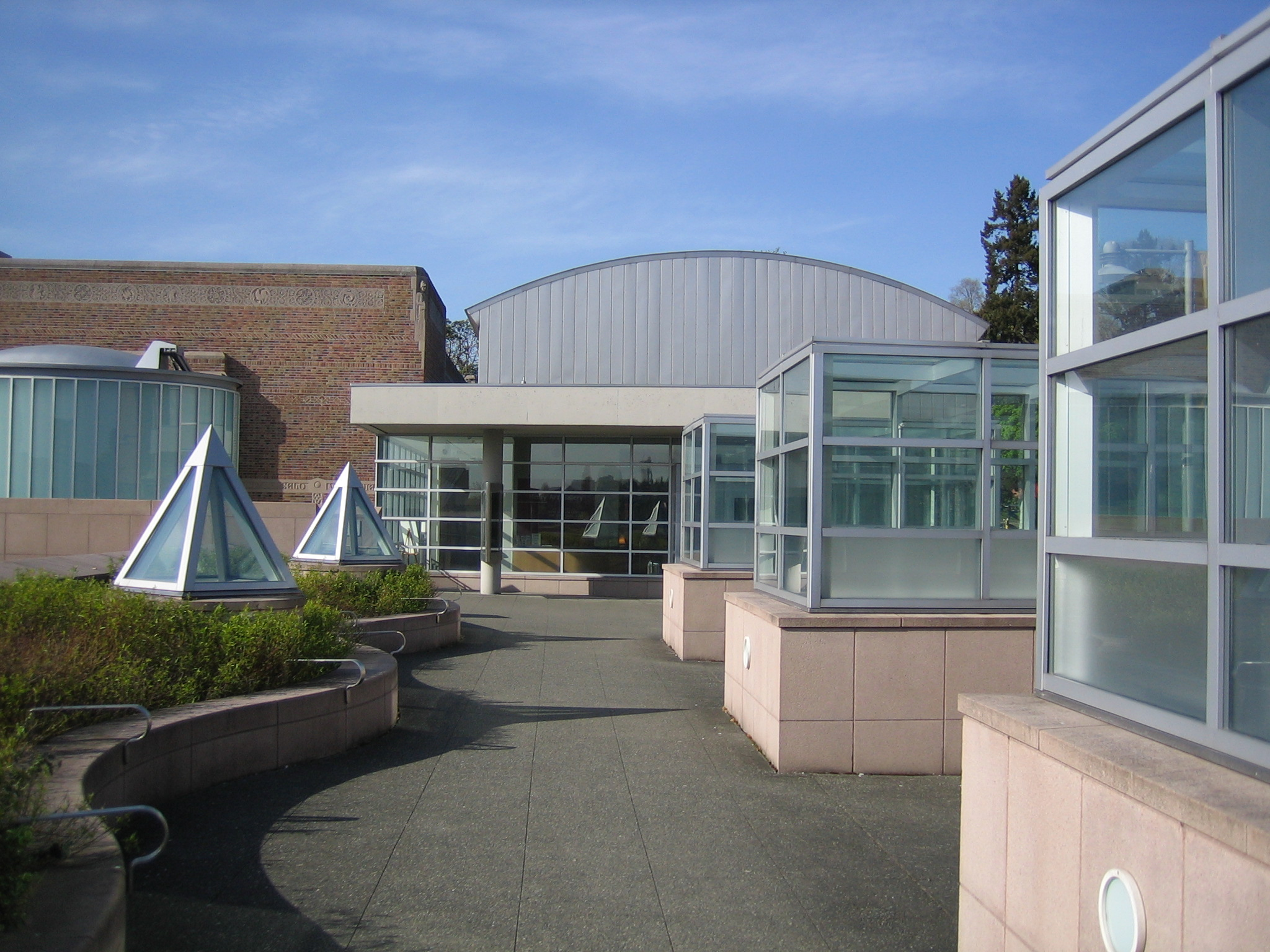
Entrée du toit du Henry
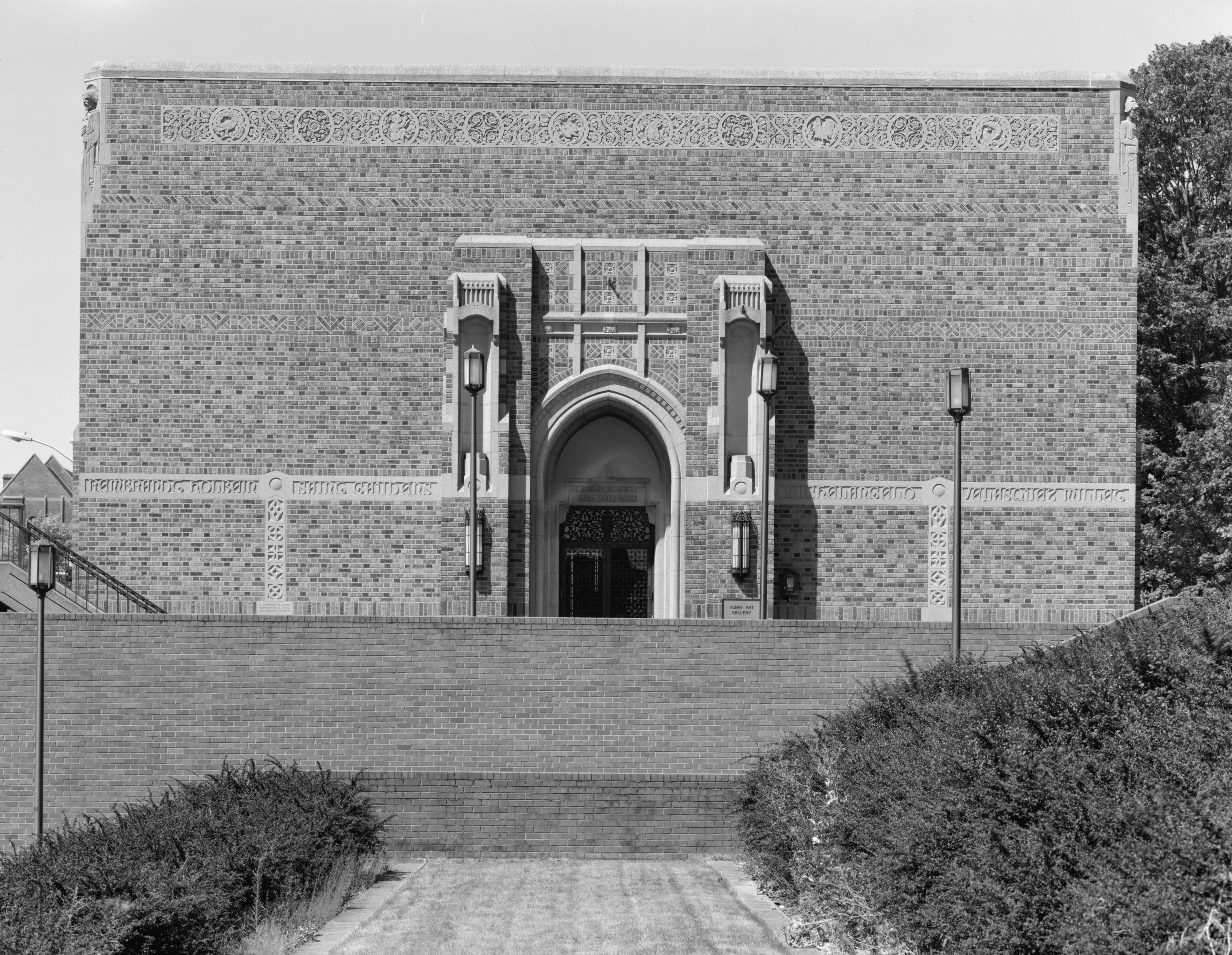
Vue en élévation sud conçue par Bebb et Gould, avant les ajouts de Gwathmey Siegel

## Prix Brink
Le prix Brink est un prix artistique biennal décerné à un artiste émergent de Washington, de l'Oregon ou de la Colombie-Britannique, d'une valeur de 12 500 $ Le prix a été créé en 2008 et est administré par la Henry Art Gallery,

### Lauréats
- Isabelle Pauwels (2009)[5]
- Andrew Dadson (2011)[6]
- Anne Fenton (2013)[7]
- Jason Hirata (2015)[8]
- Demian DinéYazhi' (2017)[9]